# فرانسیسکو دانتاس
فرانسیسکو دانتاس (به پرتغالی: Francisco Dantas) یک شهرستان در برزیل است که در ریو گرانده شمالی واقع شده‌است.